# Beaumont-du-Ventoux
 Beaumont-du-Ventoux  es una población y comuna francesa, en la región de Provenza-Alpes-Costa Azul, departamento de Vaucluse, en el distrito de Carpentras y cantón de Malaucène.
Está integrada en la Communauté d'agglomération du Grand Avignon.

## Demografía
| 194 | 203 | 185 | 240 | 260 | 286 |
| Para los censos de 1962 a 1999 la población legal corresponde a la población sin duplicidades (Fuente: INSEE [Consultar]) |     |     |     |     |     |